# Château de la Baulme
Le château de la Baulme se situe dans la commune de Cronat, en Saône-et-Loire.

## Histoire
Il fait l’objet d'une inscription au titre des monuments historiques depuis 19 janvier 1999.